# Gendarmeria del Regno di Sardegna
La Gendarmeria del Regno di Sardegna indicava le unità di gendarmeria francese presenti durante l'occupazione napoleonica in Italia, dopo la sconfitta dell'esercito sabaudo il Regno Piemontese divenne semi indipendente dall'impero francese.

## Descrizione
Dopo l'occupazione francese, per mantenere l'ordine pubblico furono preposte delle unità della gendarmeria francese in ogni Stato seminapoleonico. 
Prima, nel Regno Sabaudo esistevano unità specializzate per svolgere le funzioni di polizia appartenenti all'Armata, come la Legione truppe leggere, che vigilava sulle frontiere. 
Le unità della gendarmeria francese erano al servizio dell'esercito sabaudo in un corpo militare specifico, ma mantenevano la loro identità francese.
Erano adibite a svolgere i seguenti compiti:
- Ordine pubblico
- Pubblica sicurezza
- Polizia giudiziaria
- Combattimento
- Polizia politica

## Fine del Corpo

### Caduta di Napoleone
Dopo la caduta del regime napoleonico, nel 1814, il re di Sardegna Vittorio Emanuele I dopo l'esilio a Cagliari, 
con le Rege  Patenti del 13 luglio 1814 costituì un nuovo corpo militare con funzioni di polizia, da un punto di vista militare era affiancato da unità di cavalleria  e fanteria leggera: il Corpo dei Carabinieri Reali.

### Passaggio nei carabinieri
Prima della costituzione del corpo dei carabinieri, l'ordine pubblico fu affidato ex membri della gendarmeria francese, essi furono anche i primi ad essere arruolati nel nuovo corpo. 
Anche se alcune unità di gendarmeria francese continuavano a esercitare le loro funzioni dichiarandosi indipendenti, ma nell'arco di un anno furono tutti assimilati ai carabinieri